# Ernst Felix Becker
Ernst Felix Becker (* 23. Dezember 1883 in Schopfheim; † 8. September 1970 in Konstanz) war ein deutscher Verwaltungsbeamter.

## Leben
Ernst Felix Becker war Sohn des badischen Finanzministers Eugen Becker. Nach dem Abitur am Gymnasium in Karlsruhe studierte er Rechtswissenschaften an den Universitäten Freiburg, Berlin und Straßburg. 1904 wurde er Mitglied des Corps Rhenania Freiburg. 1906 legte er das 1. und 1910 das 2. juristische Staatsexamen ab. Zunächst Gerichtsassessor in Breisach, wurde er 1911 Regierungsassessor in Karlsruhe, 1912 Dienstverweiser beim Bezirksamt Breisach und noch im gleichen Jahr Gehilfe beim Bezirksamt Bruchsal. 1914 wechselte er in gleicher Funktion zum Bezirksamt Oberkirch. Im Ersten Weltkrieg leistete er Kriegsdienst. 1918 wurde er zum Amtmann befördert und 1920 zum Bezirksamt Karlsruhe versetzt, wo er 1924 zum Regierungsrat befördert wurde. 1927 wechselte er zum Bezirksamt Waldshut.
Becker wurde 1931 zum Landrat in Meßkirch und 1934 in Donaueschingen ernannt. 1937 wurde er zum Direktor des Oberversicherungsamts in Konstanz berufen, wo er bis zu seinem Ruhestand im April 1946 im Amt verblieb. Im April und Mai 1945 vertrat er den zum Militärdienst einberufenen Landrat in Stockach. Von 1920 bis 1926/27 war er Mitglied der DVP.

## Auszeichnungen
- Ritterkreuz des Militär-Karl-Friedrich-Verdienstordens